# Lilly Martin Spencer
Pour les articles homonymes, voir Spencer.

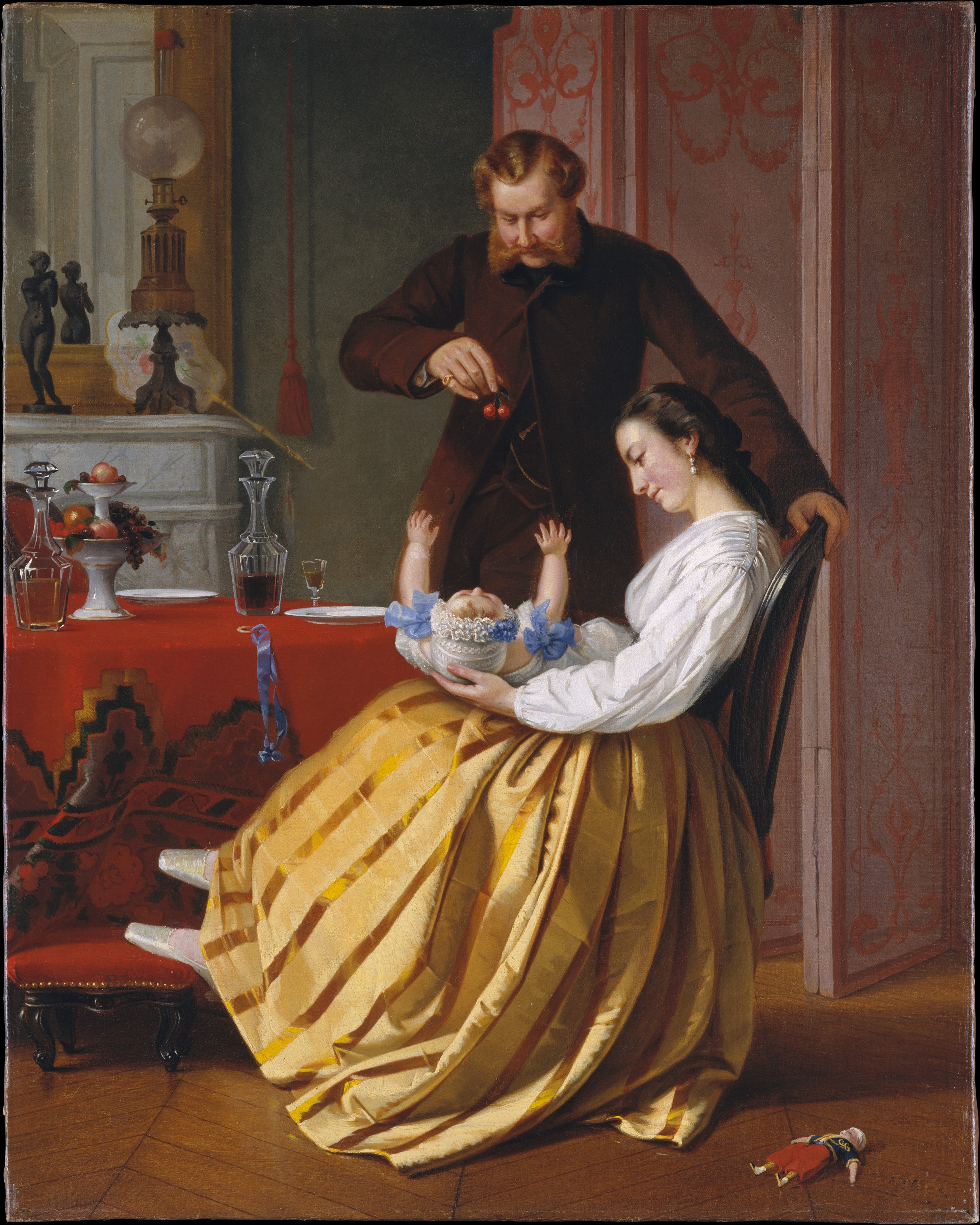
Un peu de conversation, MET.

Lilly Martin Spencer, née Angelique Marie Martin le 26 novembre 1822 à Exeter en Angleterre et morte le 22 mai 1902 à New York aux États-Unis, est une peintre américaine.

## Biographie
Angelique Marie Martin naît le 26 novembre 1822 à Exeter en Angleterre. Elle est l'aînée des enfants de Gilles et d'Angélique LePetit Martin, des intellectuels français de Bretagne qui enseignent à Exeter. Ses parents sont profondément engagés dans la réforme sociale, travaillant pour la tempérance, l'abolition et le suffrage féminin.
À l'âge de huit ans, elle et sa famille partent aux États-Unis.
En 1841, Une exposition de ses peintures à Marietta est un succès et à l'automne de la même année, elle s'installe à Cincinnati en Ohio.
En 1844, elle épouse Benjamin R. Spencer et en 1848, s'installe à New York, où son travail a déjà été exposé avec succès à la National Academy of Design et à l'American Art Union.
Elle meurt le 22 mai 1902 à New York.

## Œuvres
- Conversation piece (1851-1852), MET.
- Young Husband: First Marketing (1854), MET.

#### Autres documents
- (en) Ann Lee Morgan, The Oxford Dictionary of American Art and Artists, Oxford University Press, 2007 (ISBN 9780199891504, lire en ligne)
- (en) L. S., « Spencer, Lilly Martin », dans A to Z of American Women in the Visual Arts, Infobase Publishing, 2014, 273 p. (ISBN 9781438107912, lire en ligne), p. 203-204